# Wim Kersten
Wim Kersten ('s-Hertogenbosch, 14 augustus 1924 – aldaar, 16 oktober 2001) was een Nederlands componist, tekstschrijver en zanger. Hij werd vooral bekend als lid van het carnavalsduo De Twee Pinten, later als tekstschrijver van chansons.
Wim Kersten vormde van 1968 tot 1972 met Joep Peeters het duo De Twee Pinten. Zij manifesteerden zich door feestmuziek en waren met name actief tijdens carnaval. Wim Kersten schreef de liedjes. In de periode 1970-1973 scoorden zij enkele hits, zoals Bij ons staat op de keukendeur (1969), Geef mij de liefde en de gein (1971) en Zwaaien en zwieren (1972). In het laatstgenoemde jaar verliet Wim het duo en maakte plaats voor Rein Matrona.
Wim Kersten bracht enkele solo-singles uit: Op woensdagmorgen (Krijg je rode rozen) (1976) en Bloemetjesgordijn (1980). Dit laatste nummer bereikte nummer 22 in de Top 40 en werd zijn grootste en enige hit. 
Toen in 1975 een wedstrijd werd uitgeschreven ter gelegenheid van de viering van het 700-jarig bestaan van Amsterdam, werd Kersten eerste met Er is een Amsterdammer doodgegaan, dat door onder anderen John Kraaijkamp en Manke Nelis is vertolkt.
In 1978 werkte hij samen met Gerrit den Braber aan Toch ben je oma, een nummer voor Louis Neefs.
Kersten was gehuwd met Rietje Mulders. Hij bleef zijn hele leven in zijn geboorteplaats actief, waar hij samen met zijn vrouw op het Kerkplein of Amadeiroplein (carnavalsnaam) een schoenenzaak uitbaatte. Wim en Rietje woonden boven deze schoenenzaak, in het centrum van de stad, tot ze in 1989 naar Den Bosch-Zuid verhuisden. 
Omroep Brabant houdt al vele jaren de verkiezing Kies je kraker. Elk jaar wordt de beste carnavalskraker van het jaar gekozen. In 2021 kon men stemmen op de populairste kraker aller tijden. ‘Bij ons staat op de keukendeur’ is verkozen door het publiek tot populairste Carnavalskraker aller tijden. De zoon van Wim Kersten Willem-Jan had de eer de prijs in ontvangst te nemen uitgereikt door Niek en Danny die in 2020 een medley met liedjes van De Twee Pinten uitbrachten.
- International Standard Name Identifier: 0000 0001 3080 8551
- MusicBrainz: 549eb3d9-0f8c-440d-ac9f-b551d835ae64
- Nederlandse Thesaurus van Auteursnamen: 098548719
- Virtual International Authority File: 286134697